# Розплідник
Розплідник — спеціалізоване племінне господарство для розмноження й вирощування тварин; а також (у переносному значенні) те, що є місцем зосередження або джерелом чого-небудь (розсадник).

## Як правильно: розплідник чи розсадник?
Згідно з СУМом розплідник — це «спеціалізоване племінне господарство для розмноження й вирощування тварин», і лише у переносному значенні «(місце зосередження або джерело чого-небудь») це слово буде синонімом до слова «розсадник», яке може мати таке ж переносне значення.
Щодо слова «розсадник» СУМ дає такі сільськогосподарські визначення: «місце, ділянка, де вирощують молоді рослини для пересадки» та «спеціальний ящик із землею для вирощування розсади овочевих і кормових культур, а також декоративних рослин».
Отже, правильно казати, наприклад, «розсадник декоративних рослин», а не «розплідник декоративних рослин».
Складовою розсадника є шкілка.

## Види розплідників
Розплідник — це місце або заклад для розведення та вирощування (не плутати з притулком — тимчасовим прихистком) різних видів тварин. Як правило, це великий зоотехнічний об'єкт, розташований за межею міста. Звісно, є розплідники й міського типу, так звані домашні, розташовані в типовій міській квартирі. Зазвичай такий розплідник не має змоги вести повноцінну роботу з породою (кількість, наприклад, собак чи котів лімітується здоровим глуздом і розмірами квартири). Так само дуже багато проблем з вирощуванням тварин у квартирних умовах, оскільки за таких умов украй складно вирощувати найперспективніших індивідів. Однак тут вони ростуть у постійному контакті з заводчиком і його родиною, що позитивно впливає на психоемоційний розвиток тварин.
Одним із варіантів розплідника міського типу є так званий колективний розплідник. На чолі такої спільноти любителів певного виду тварин стоїть ентузіаст породи та керівник розплідника — заводчик. Він веде всю племінну документацію і вирішує, від яких батьків отримувати малят. Сам заводчик утримує кілька батьків, а всі інші тварини колективного розплідника живуть і народжують дитинчат у так званих утримувачів, своїх фактичних власників. Тут до труднощів описаного вище розплідника додається ще й те, що малята ростуть у непрофесіоналів і сам заводчик не може повною мірою оцінити результати свого розведення, позаяк не має змоги щоденно спостерігати за тваринами.
Найбільш правильним, зручним і функціональним, є розплідник заміського типу. Такі розплідники здебільшого розташовані на невеликій відстані від міста, на приватній території, що належить заводчику, і в безпосередній близькості від його дому. Ідеально, коли заводчик і його вихованці мешкають на одній території, але кожен має свій дім. У цьому випадку можна досягнути максимального комфорту й оптимальної функціональності розплідника. Тварини дуже соціальні істоти, їм потрібне спілкування з власником і заводчиком. Тож відповідальні заводчики постійно беруть до себе в будинок, у гості, своїх підопічних. Але кожна тварина має свій особистий життєвий простір для сну, ігор та приймання їжі.

## Об'єкти розплідника
Чудово, коли крім будинку для тварин (основної будівлі розплідника), передбачено й будівлі господарського призначення. До них належать:
- Кормокухня — місце, де відбувається приготування кормів, гігієнічна обробка мисок і зберігання всяких підкормок і поточного обсягу корму.
- Склад. Тут зберігаються стратегічні запаси корму на найближчий місяць.
- Грумерська (мийна) кімната. Регулярне миття, вичісування й інший догляд за шерстю тварин різних видів, зокрема декоративних, особливо в період линяння, чудово позначається на їхньому зовнішньому вигляді та загальному самопочутті.
- Спортзал — дуже потрібне приміщення, але належить до предметів розкоші та є в небагатьох розплідниках. Тут мають у своєму розпорядженні спортивний інвентар (бум, тунель, бар'єр тощо), бігову доріжку, тумбу. У першу чергу це приміщення важливе для ранньої соціалізації малят і занять із тваринами в негоду.
- Спортивно-дресирувальний майданчик. Добре, коли розплідник має свій особистий, хай і невеликий, але обладнаний спортивним інвентарем вигульний майданчик. Тоді щоденні прогулянки з тваринами стають веселими заняттями, що розвивають. Це покращує загальну якість життя улюбленців.

Залежно від фінансових можливостей, життєвого простору й особистого ставлення до справи розведення різних видів тварин розплідник можна доукомплектувати й іншими складовими — басейном або водною біговою доріжкою, ветеринарним кабінетом першої допомоги, карантинним приміщенням, пологовим відділенням, дитячим садком, фотостудією, офісом для приймання гостей розплідника.